# Força Aèria Lituana
La Força Aèria Lituana (en lituà: Lietuvos karinės oro pajėgos) és la branca de les Forces Armades de Lituània la funció de la qual és la vigilància de l'espai aeri de Lituània. Va ser establerta el 1992, encara que prèviament ja va existir entre els anys 1919 i 1940.
Perquè no compta amb capacitat de combat aeri, la defensa aèria de Lituània, igual que la d'Estònia i Letònia, està garantida des del 30 de març de 2004 per l'OTAN, la qual efectua una rotació cada quatre mesos entre els seus estats membres, els quals arribat el seu torn han d'enviar quatre aeronaus a Lituània amb la missió de realitzar el control aeri dels tres estats bàltics, en una missió denominada Patrulla Aèria Bàltica (més coneguda per la seva denominació en anglès Baltic Air Policing).
En els últims anys la Força Aèria Lituana ha millorat notablement la seva capacitat logística gràcies a l'adquisició de tres unitats de l'avió de transport tàctic Alenia C-27J Spartan, que van ser lliurats entre 2007 i 2009, que van substituir els ja desfasats Antónov An-26.
En un futur pròxim s'està plantejant la modernització de la flota d'helicòpters i l'adquisició d'algunes unitats de l'avió de combat lleuger de fabricació txeca Aero L-159 Gavot, encara que la crisi econòmica i les retallades al pressupost han posposat la decisió uns anys.

## Aeronaus i equipament
La Força Aèria Lituana compta amb les següents unitats: 
| Aeronau              | Origen         | Tipus                                     | Versions           | En servei | Notes                                                                         |
| Avions               | Avions         | Avions                                    | Avions             | Avions    | Avions                                                                        |
| -------------------- | -------------- | ----------------------------------------- | ------------------ | --------- | ----------------------------------------------------------------------------- |
| Aero L-39 Albatros   | Txecoslovàquia | Avió d'atac lleuger i entrenament avançat | L-39ZA             | 2         | Modernitzats en 2007. També poden emprar-se a missions de suport aeri proper. |
| Alenia C-27J Spartan | Itàlia         | Avió de transport tàctic                  | C-27J              | 3         |                                                                               |
| Let L-410 Turbolet   | Txecoslovàquia | Avió de transport lleuger                 | L-410UVP           | 2         | En procés de modernització.                                                   |
| Antonov An-2         | Unió Soviètica | Avió utilitari                            | An-2               | 5         | Emprats] per a entrenament de paracaigudistes.                                |
| Iàkovlev Iak-18      | Unió Soviètica | Avió d'entrenament                        | Iak-18T            | 1         |                                                                               |
| Iàkovlev Iak-52      | Unió Soviètica | Avió d'entrenament                        | Iak-52             | 5         |                                                                               |
| Helicòpters          |                |                                           |                    |           |                                                                               |
| Mil Mi-8             | Unió Soviètica | Helicòpter utilitari                      | Mi-8MTVMi-8TMi-8TS | 141       | Modernitzat seguint l'estàndard de l'OTAN. 3 emmagatzemats.Transport VIP.     |

## Galeria d'imatges

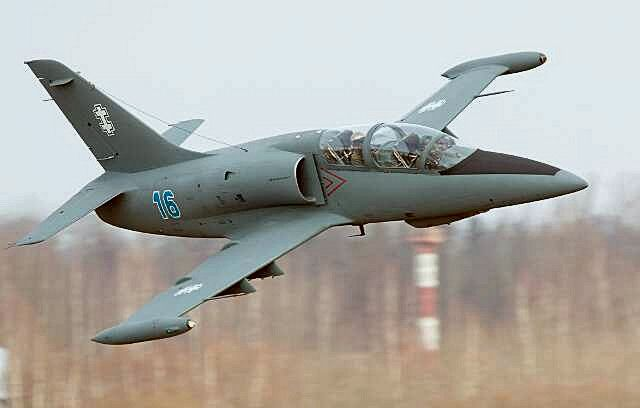
Aero L-39 Albatros.
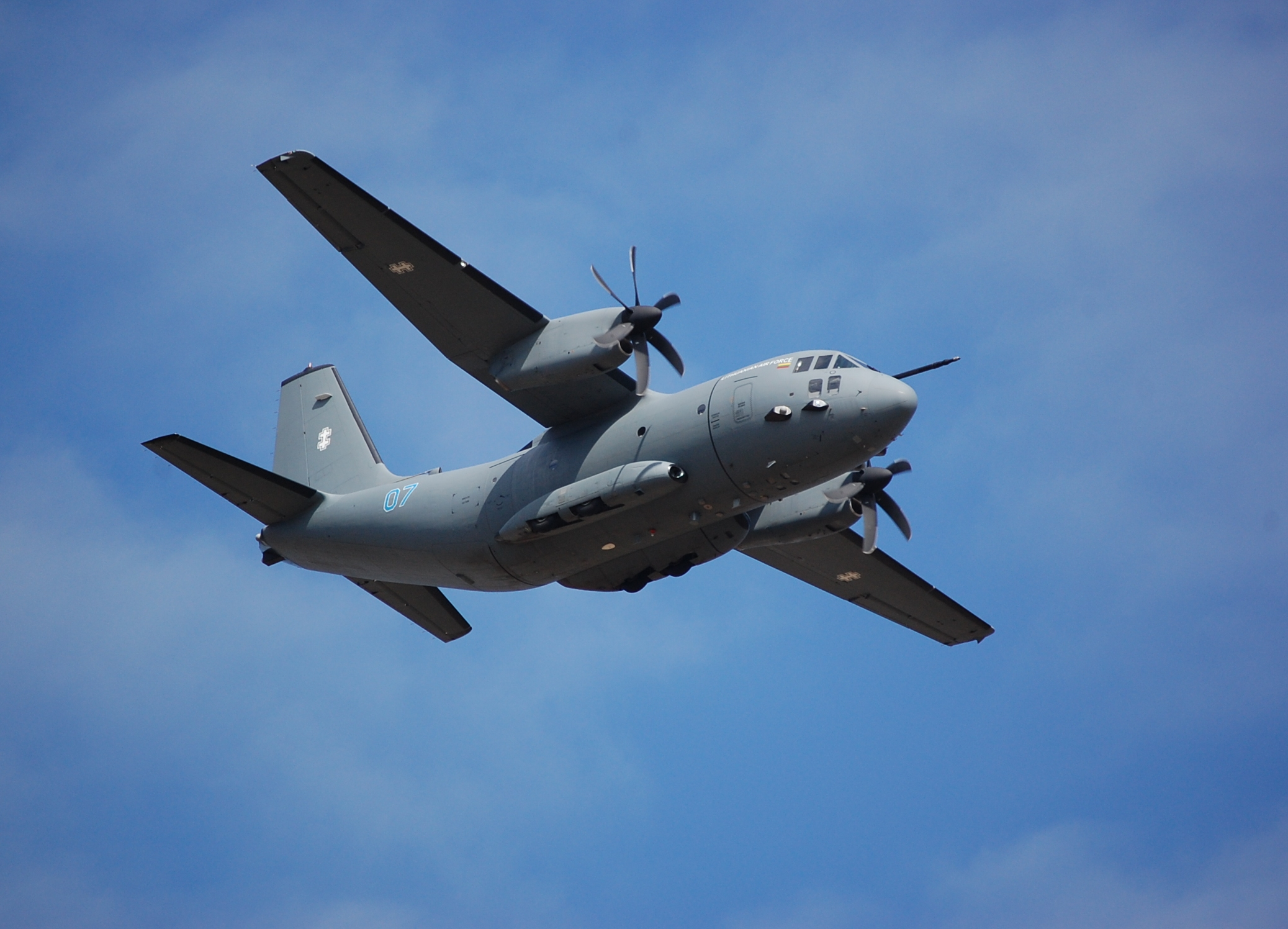
Alenia C-27J Spartan.
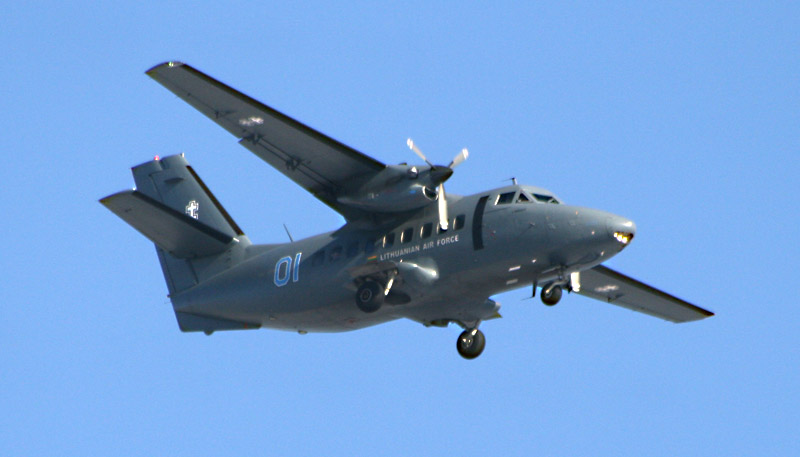
LET L-410 Turbolet.
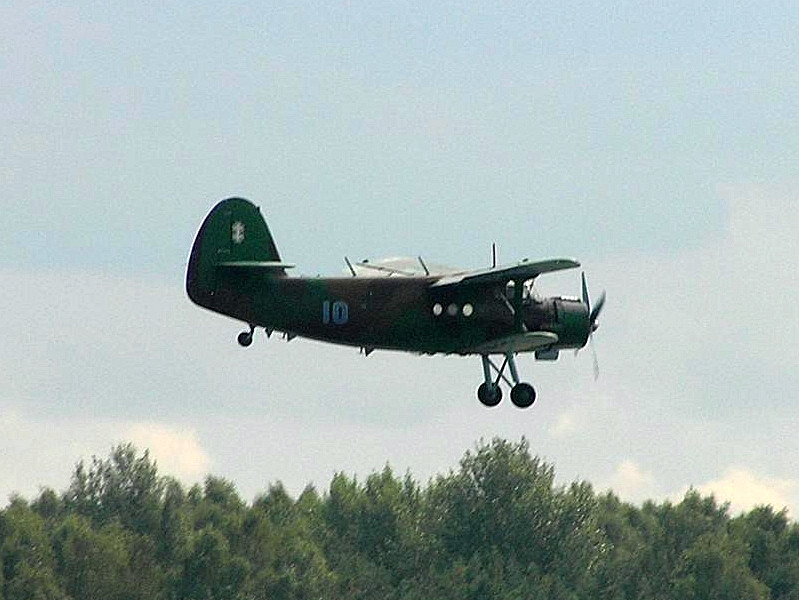
Antonov An-2.
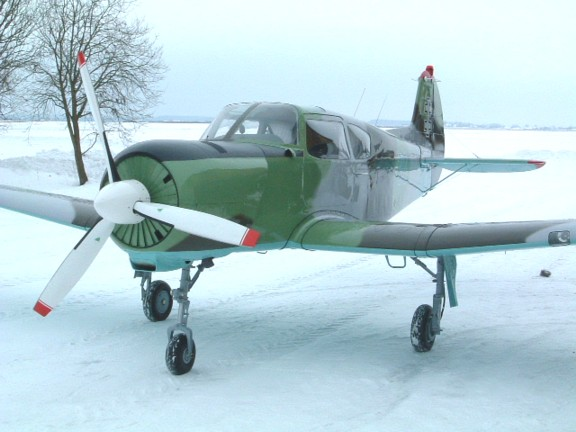
Iàkovlev Iak-18.
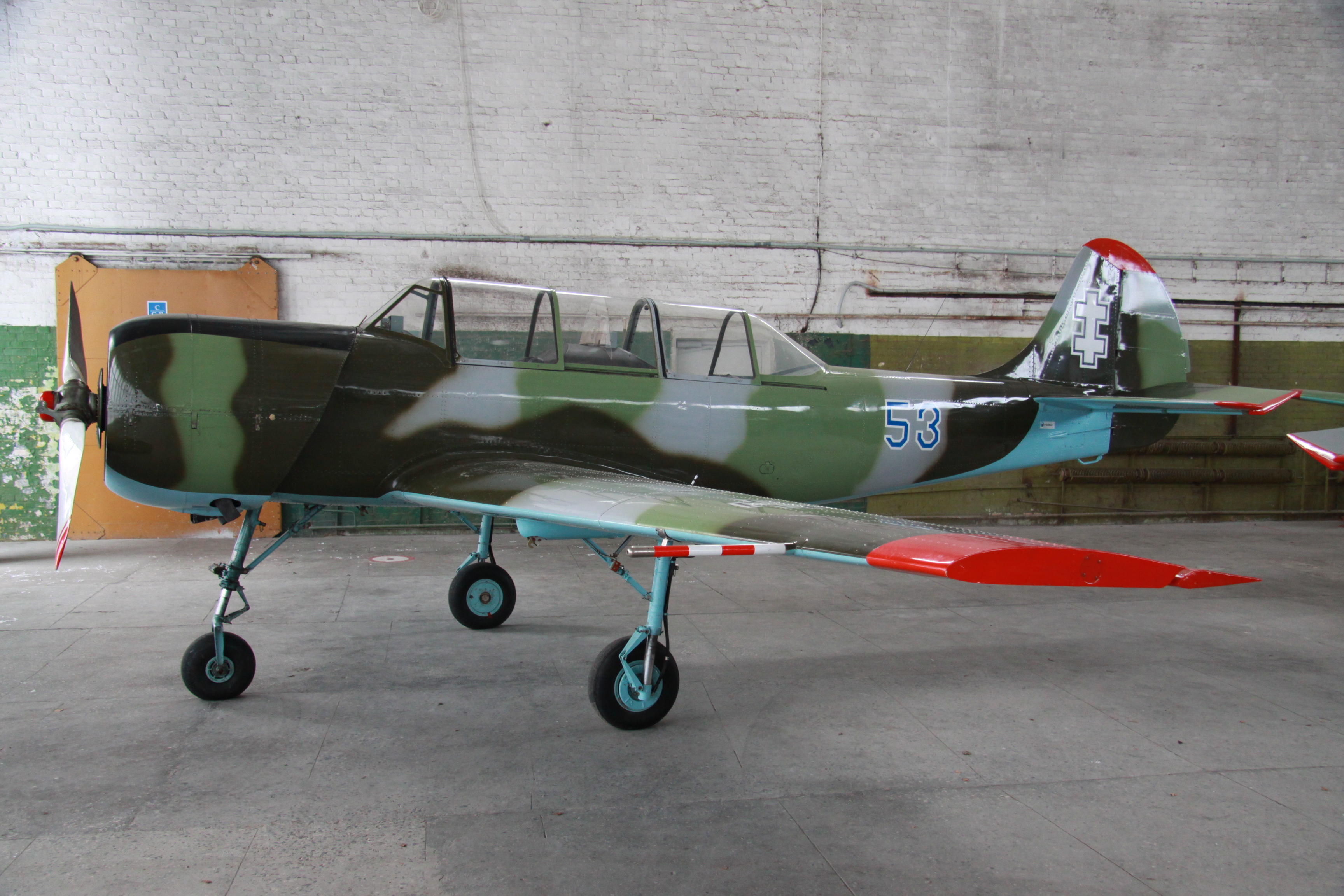
Iàkovlev Iak-52.